# Blaženka Kos
Blaženka Kos (Hrvatsko zagorje, 1966.) je hrvatska pjesnikinja. Djeluje u iseljeništvu.
Njeno je pjesništvo pjesništvo ženskog bića, koje bi danas književni kritičari svrstali među autorice tipičnog ženskog rukopisa, sentimentalnog, melankoličnog i – u neku ruku – pasatističkog.